# Manuel de Jesús Andrade Suárez
Dr. Manuel de Jesús Andrade Suárez nació el 17 de marzo de 1860, fue un escritor, periodista y político colombiano. Murió en 1935.

## Obras
- Ecuador. Próceres de la independencia; índice alfabético de sus nombres con algunos bocetos biográficos. 1909[2]

- Páginas de sangre; ó, Los asesinatos de Quito, el 28 de enero de 1912. 1912[3]

- Apostillas geográficas universales: la tierra en 1915, antes de los efectos finales de la Guerra Europea 1915[4]

- Provincia de El Oro; monografías cantonales Machala. Pasaje. Santa Rosa. 1923[5]

- Provincia de El Oro; monografías cantonales Zaruma. 1923[6]

- Más próceres de la independencia, otros complementos y rectificaciones. 1934[7]

- Andanzas de un colombiano. 1935[8]

- Diccionario ortológico, analógico, sintáctico y ortográfico; o, Catálogo de voces castellanas cuyo uso puede ofrecer dificultad, 1935[9]